# Cratoxylum arborescens
Cratoxylum arborescens är en johannesörtsväxtart som först beskrevs av Vahl, och fick sitt nu gällande namn av Carl Ludwig von Blume. Cratoxylum arborescens ingår i släktet Cratoxylum och familjen johannesörtsväxter. Utöver nominatformen finns också underarten C. a. borneense.